# Bevo Nordmann
Pour les articles homonymes, voir Nordmann.
Robert Nordmann dit Bevo Nordmann, né le 11 décembre 1939 à Saint-Louis, dans le Missouri, et mort le 24 août 2015, est un ancien joueur et entraîneur américain de basket-ball. Il évolue durant sa carrière au poste de pivot.

## Palmarès
- Champion NBA 1965